# Cantagioco
Il cantagioco è un doppio extended play del gruppo Le Mele Verdi pubblicato nel 1978.

## Descrizione
Raccoglieva quattro brani tratti dallo spettacolo omonimo del gruppo. Le versioni strumentali venivano utilizzate durante gli spettacoli come antesignane del Karaoke. I brani sono scritti da Mitzi Amoroso su arrangiamenti di Giovanni Bobbio.

## Tracce
Disco 1 - Lato A
1. I Capricci colorati
2. I Capricci colorati (strumentale)

Disco 1 - Lato B
1. Filastrocca un... due... tre
2. Filastrocca un... due... tre (strumentale)

Disco 2 - Lato A
1. Il lupo rimbambito
2. Il lupo rimbambito (strumentale)

Disco 2 - Lato B
1. C'era un vecchio Re
2. C'era un vecchio Re (strumentale)